# Al-Kanaja
Al-Kanaja (arab. القنية) – wieś w Syrii, w muhafazie Idlib. W 2004 roku liczyła 587 mieszkańców.

## Urodzeni
- Hanna Jallouf - syryjski biskup rzymskokatolicki.